# Semnul celor patru (film din 2001)

Coperta DVD a seriei de 4 filme canadiene de televiziune regizate de Rodney Gibbons, cu Matt Frewer și Kenneth Welsh, The Sherlock Holmes Collection

Semnul celor patru (sau Semnul celor 4) (în engleză The Sign of Four) este un film de televiziune canadian din anul 2001, regizat de Rodney Gibbons și în care rolurile principale au fost interpretate de Matt Frewer și Kenneth Welsh. Filmul este inspirat din romanul Semnul celor patru al lui Arthur Conan Doyle.

## Producție
Cea de-a doua din cele patru adaptări cu Frewer în rolul lui Holmes, a fost precedată de Câinele din Baskerville în 2000, și apoi au urmat The Royal Scandal (inspirată din povestirile "Scandal în Boemia" și "Planurile Bruce-Partington") tot în 2001, și The Case of the Whitechapel Vampire (o poveste originală) în 2002.
Interpretarea lui Holmes de către Frewer a fost mult criticată.

## Diferențe față de roman
Spre deosebire de romanul folosit ca sursă de inspirație, filmul îl prezintă pe Holmes întâlnindu-se cu profesorul Morgan, un chimist de la Scotland Yard, care identifică otrava care l-a ucis pe Bartholomew Sholto și produce un antidot pentru Holmes.
Tonga este portretizat nu ca un pigmeu sălbatic ca în roman, ci ca un asiatic cu tatuaje faciale.

## Distribuție
- Matt Frewer - Sherlock Holmes
- Kenneth Welsh - Dr. John H. Watson
- Johni Keyworth - maiorul John Sholto
- Sophie Lorain - Mary Morstan
- Edward Yankie - John Small
- Marcel Jeannin - Thaddeus / Bartholomew Sholto
- Michel Perron - inspectorul Jones